# Samurai Jack
Samurai Jack es una serie animada creada por el animador Genndy Tartakovsky y emitida por Cartoon Network a finales del año 2001 hasta 2004, y después por Adult Swim a inicios de 2017. La serie se emitió por un momento en stream a través del sitio de Toonami Jetstream hasta su cancelación.
Se destaca por su animación altamente detallada y su apariencia cinemática, lo cual es inusual en varias series animadas. Además, dentro de la serie se presentan situaciones que ocasionan que la trama principal se desvíe a escenas de tensión o de humor, o episodios que carecen en su mayoría de diálogo. Las situaciones que ocurren en cada episodio tienden a ser más que increíbles, oscuras y hasta divertidas. La mayoría de las escenas donde hay presente un combate hacen memoria de las películas de samuráis. La diferencia radica en que la serie evitó ser censurada por violencia debido a que los enemigos de Jack, que generalmente son robots o alienígenas, «sangran» aceite o sustancias viscosas.
A pesar de que al final de la serie el objetivo de Jack quedaba inconcluso, a inicios de octubre del 2006, Genndy Tartakovsky anunció que concluirá la historia del samurái a través de una película animada. En 2007 el estudio de animación Frederator Films anunció que uno de sus tres primeros proyectos era una adaptación cinematográfica de la serie que sería escrita y dirigida por el propio Tartakovsky. En septiembre de 2012, Tartakovsky anunció en una entrevista con IGN que la película es su mayor prioridad y se encuentra en fase de planeación en busca de apoyo en la industria. No obstante, se dio marcha atrás ya que el proyecto de largometraje nunca se materializó y, finalmente, la serie concluyó con una quinta temporada de televisión.
El 2 de diciembre de 2015, Adult Swim publicó a través de su página de Facebook un teaser promocional que confirmaba el regreso de la serie en su quinta temporada. Debido a dicho anuncio, la película fue cancelada por Tartakovsky, siendo así la quinta temporada el final de la serie. Dicha temporada se estrenó el 11 de marzo de 2017. En España fue emitida en TNT (España).
La serie ha sido aclamada por la crítica y ha ganado ocho premios Primetime Emmy, incluyendo el de Programa Animado Destacado, además de seis premios Annie y un premio OIAF. Es ampliamente considerada como una de las mejores series de animación de todos los tiempos.

## Historia y sinopsis
Hace mucho tiempo, en una nación lejana, yo, Aku, el Señor de las tinieblas, el de las mil formas, libré una indecible maldad. Mas un insensato guerrero samurái forjó una espada mágica y salió a enfrentarse contra mí. Pero antes de recibir el golpe final, abrí una puerta en el tiempo y le envié al postrer, donde mi maldad es la ley. Y ahora, este loco intenta regresar al pasado para deshacer el futuro de.... ¡¡¡Aku!!!
Hace mucho tiempo, en una tierra distante, yo, Aku, el Amo de la oscuridad, desencadené un mal indescriptible. Pero un tonto guerrero samurái, que blande una espada mágica, decidió oponerse a mí. Antes del último golpe, abrí un portal en el tiempo y lo envié al futuro, donde mi maldad es la ley. Ahora, el tonto intenta volver al pasado, y alejarse del futuro que soy yo... ¡Aku!
Versión española e hispanoamericana.

Con este monólogo comienza cada episodio de Samurai Jack, que cuenta la historia de un joven príncipe (cuyo nombre no se revela) del Japón medieval. El imperio, del cual su padre era emperador, fue destruido por Aku, un demonio que cayó en la Tierra después de ser derrotado en los cielos a manos de Ra, Odín y Rama. El príncipe samurái escapa de la destrucción del imperio y entrena su cuerpo por años, en variados lugares y culturas del planeta, hasta que alcanza la adultez. Tomando la katana mágica perteneciente a su padre, el sámurai desafía a Aku a un duelo, estando a punto de derrotarlo. Es entonces cuando Aku abre un portal en un futuro distante y envía a su oponente a él, anticipando que sería capaz de acumular suficiente poder para cuando se vuelva a enfrentar con el samurái.
El protagonista llega a una Tierra futurista y hostil, dominada por Aku y llena de robots, los cuales son sus secuaces. Al llegar al futuro, entabla combate con unos criminales usando sus técnicas samurái, y al verlo, unos locales sueltan expresiones de «fantástico Jack», «eso fue genial Jack», «bien hecho Jack», por lo que más adelante, cuando le preguntan por su nombre, responde: «me dicen Jack» (aunque su verdadero nombre nunca es revelado, como tampoco el porqué de esto). Jack busca una forma de viajar en el tiempo, donde espera sentirse capaz de detener a Aku antes que tome el control de la Tierra. La serie relata el largo camino que debe realizar Jack para encontrar un portal en el tiempo, siendo amenazado constantemente por Aku y sus secuaces.
El mundo retrofuturista de Aku está habitado por una variedad de habitantes, como robots, extraterrestres, animales parlantes, monstruos, seres mágicos y deidades. Algunas zonas pueden contar con tecnologías avanzadas, como coches voladores, mientras que otras evocan épocas antiguas o condiciones industriales. Además, Aku ha traído extraterrestres de otros planetas para habitar la Tierra, tras destruir la habitabilidad de sus mundos natales. Criminales y fugitivos de todo tipo son muy comunes en su Tierra. Criaturas mitológicas y sobrenaturales aparecen con regularidad y coexisten entre los habitantes tecnológicamente avanzados.
A pesar de los niveles exponenciales de avance tecnológico, aún existen zonas deshabitadas en el mundo. Estas incluyen bosques, selvas y montañas, que han permanecido prácticamente intactas incluso cuando Aku comenzó su conquista y reinado sobre todos los seres sintientes, a lo que Jack aprovecha para refugiarse cuando necesita comer o dormir. Algunas comunidades de criaturas inteligentes, como los monjes Shaolin, también han permanecido prácticamente intactas a pesar del reinado de Aku.

Jack: 50 años han pasado, pero no envejezco. El tiempo ha perdido su efecto en mí. Y, sin embargo, el sufrimiento continúa. El dominio de Aku ahoga el pasado, el presente y el futuro. Toda esperanza está perdida. Tengo que regresar. De vuelta al pasado. Samurai Jack.
Monólogo de la 5 temporada

Con este monólogo comienza cada episodio de la quinta y última temporada de la serie, ambientada décadas después de la llegada de Jack al mundo futurista de Aku. En dicho periodo, el samurái pierde su espada durante una batalla, perdiendo además las esperanzas de volver a su tiempo, y es atormentado por alucinaciones de sus padres, su reino, y una misteriosa figura a caballo. Jack rescata a una madre y su hija de varios robots, y vaga por la tierra en una motocicleta. Scaramouche -un robot parlanchín asesino de estilo musical- ha destruido un pueblo matando a toda su gente para llamar la atención de Jack, quien lo destruye. Mientras tanto, siete chicas jóvenes son criadas y entrenadas desde su nacimiento para convertirse en las Hijas de Aku, un equipo de asesinas de élite con el único propósito de matar a Jack. El demonio, por su parte, se ha cansado de perseguir a su némesis y está empezando a perder la esperanza de volver a derrotarlo, desde que Jack ha dejado de envejecer. Las Hijas de Aku se enfrentan al samurái, lo abruman y desarman; al tiempo que se oculta de ellas, Jack alucina una discusión con él mismo sobre el punto de mantenerse con vida y de luchar.
Huye a las ruinas de un templo cercano, perseguido por las hijas de Aku, y una de ellas le clava una daga en el lado mientras que él la mata. Horrorizado por su muerte (Jack creía que eran como las demás máquinas al servicio de Aku, no humanas), destruye el templo y se escapa en un río. Después de una ardua batalla con las Hijas de Aku, que terminó con la muerte de todas ellas excepto la líder, Ashi, tanto ella como Jack terminan cayendo desde lo alto tras romperse una rama. Más adelante, ambos se enfrentan en un bosque nevado y Jack logra atar a Ashi en un árbol con su propia hoz; mientras Ashi lanza improperios, Jack le hace ver que ella está «cegada por la maldad». Después de que salvaran a unos niños de un malvado robot, el misterioso jinete aparece, y Jack lo sigue voluntariamente. La búsqueda de Ashi por Jack le ayuda a ver el efecto positivo que este ha hecho en el mundo después de encontrarse con numerosas personas y lugares donde ha cambiado las cosas para mejor. Ashi lo encuentra y evita que este se haga un harakiri.
Jack y Ashi, cada vez más aliados, tienen que superar una serie de pruebas intensas, tanto físicas como espirituales, para recuperar la espada mística de Jack del infinito abismo. Scaramouche llega a la guarida de Aku para informarle que Jack ha perdido su espada y va en su búsqueda para destruir al samurái. Jack después de pasar las pruebas y bajo la protección de Ashi lograr recuperar su espada. La creciente relación entre Jack y Ashi toma un giro después de que son cazados por una de las criaturas más mortíferas de la galaxia cuando entra en la nave espacial donde era prisionero; logran vencer a la bestia espacial y después de la pelea se dan un apasionado beso. Al día siguiente, Jack huye de Ashi pero esta logra localizarlo donde explica la razón de su partida y en ese momento Aku aparece junto con Scaramouche y al descubrir que Jack ha recuperado su espada, lo destruye. El demonio hace un sorprendente descubrimiento sobre Ashi que la pone en grave peligro descubre que tiene parte de su esencia es realmente su hija.
Jack, cayendo en desesperación y tristeza al ver como la mujer de quien se enamoró resultó ser parte de su némesis, había sido capturado por Aku gracias a la ayuda de una poseída Ashi. De esta forma terminaba el penúltimo episodio para dar paso al final de serie, que inicia con una transmisión global con Aku repitiendo su famosa narración inicial utilizada como intro de las cuatro temporadas anteriores, aunque esta vez interrumpe para anunciar que logró su cometido de capturar a Jack y su espada. Antes de que Ashi pueda matar al samurái, muchos aliados de Jack (como El Escocés, Rothchild, los Arqueros, los Lanudos, entre otros) llegan y asaltan el Castillo de Aku. Por su parte, Jack descubre la verdadera forma de Ashi dentro de su cuerpo demoníaco y la libera de la posesión de Aku confesándole su amor. Gracias a la herencia por ser hija de Aku, ella tiene sus mismos poderes, y aprovecha esto para abrir un portal del tiempo. La pareja regresa al pasado, en la misma escena del segundo episodio de la serie, en la que Jack había sido trasladado al futuro. Con varios golpes de su espada mágica, Jack pudo liquidar a Aku y el mundo queda a salvo. El día de su boda, Ashi cae antes de llegar al altar y se desvanece, pues sin Aku, ella no puede existir. Después Jack deambula por un desolado bosque y en su tristeza llega a un árbol de cerezo. Se topa con una pequeña catarina posando sobre su mano. Una sonrisa se dibuja en el rostro de Jack, que pasaba de entristecerse por la pérdida de Ashi a ponerse feliz de que su objetivo se había cumplido.

## Personajes

### Principales
- Jack: es el protagonista de la historia, el cual su verdadero nombre nunca es revelado. Jack nació como príncipe en el imperio de su padre en una era que recuerda al período Edo de Japón, aunque con una cultura más cercana a los períodos Nara y Heian. Al comienzo de la serie, cuando Jack tiene ocho años, un eclipse solar rompe el sello y libera a Aku, quien secuestra al Emperador. Como sus padres habían planeado si Aku alguna vez regresaba, Jack es enviado a entrenar alrededor del mundo antes de esconderse. Años después, un Jack mayor y con la espada mística en mano, decide confrontar a Aku y ambos batallan hasta que éste lo manda al futuro a través de un portal. Cuando Jack llega allí, se da cuenta de que Aku ha conquistado el mundo y gobierna con mano de hierro, castigando a todo aquel que muestre oposición a él. A pesar de esto, no está solo en su afán de salvar al planeta del dominio de Aku, ejemplo de ello son los variados guerreros que han intentado enfrentarlo, pero solo puede ser herido y destruido con su espada mística. Jack se destaca no solo por sus habilidades, fuerza y estricto código moral, sino también por sus desarrollados sentidos producto de su refinamiento y entrenamiento en artes marciales.

- Aku: es el principal antagonista de la serie, un demonio malvado que posee la capacidad de cambiar de forma. En el idioma japonés, su nombre significa «maldad» o «locura» y es similar a Akuma, el maligno demonio de la mitología japonesa. Aku apareció por primera vez en la región donde estaba el imperio gobernado por el padre de Jack, quien intentó destruir a Aku con una flecha envenenada. Sin embargo, esta no le causó daño sino que lo liberó, dándole conciencia, personalidad, forma humanoide y capacidad para cambiar de apariencia. Las deidades (Odín, Ra, Rāma) escogieron al padre de Jack para destruir a Aku, y al final de la batalla Aku fue encarcelado en la Tierra en forma de un árbol gigante. Años más tarde, Aku fue despertado por un eclipse, así capturó al padre de Jack y esclavizó al pueblo que gobernaba. Tras la desaparición de Jack, Aku logró tomar el control del planeta, convirtiéndola en una distopía habitada por extraterrestres, robots y otros habitantes raros. Esto se representa como un cambio en la historia de la Tierra, considerado como un universo paralelo.

### Secundarios
- The Scotsman (en español, El Hombre Escocés o simplemente El Escocés): es un aliado de Samurai Jack, que fue introducido por primera vez en el Episodio XI cuando él y Jack batallaban en medio de un puente de madera. Es unos de los personajes que más aparecido en la serie durante las cuatro temporadas que se habían producido, aunque en la quinta tuvo dos apariciones más: en el quinto episodio cuando fue eliminado por Aku por confrontarlo, aunque revive en forma de fantasma debido a sus poderes, y posteriormente en el capítulo final cuando él, su ejército de hijas y otros aliados de Jack lo ayudan a vencer al demonio. El Escocés tiene una personalidad casi opuesta a la de Jack: fuerte, de temperamento explosivo, siempre dispuesto a saltar en una pelea, y goza de presumir de su capacidad de lucha. Irónicamente, en realidad se le considera el miembro «suave» de su clan (él asegura que es la razón por la que constantemente viaja por el mundo, para alejarse de sus clanes ruidosos). Sin embargo, también puede reconocer situaciones que requieren sigilo y finura y puede planificar en consecuencia como cuando rescata a su esposa, que inmediatamente sugiere dividir (al tiempo que destacan las desventajas de esa idea) o disfrazarse como demonios celtas para facilitar el paso. Su nombre tampoco es revelado.

- Ashi: era la lideresa del grupo de las Hijas de Aku, y por ende, hija biológica de este, siendo entrenada y criada para asesinar a Jack. Sin embargo se vuelve aliada suya después de que le mostrara el caos que Aku ha desatado por el mundo y conforme va pasando la trama, empieza a sentir atracción por Jack. En el penúltimo episodio, Ashi queda bajo el control de Aku y se enfrenta a Jack en un duelo de espadas, pero aun así se resiste a seguir batallando con el hombre que ahora ama. En el final de serie, Ashi se revela ante Aku devolviéndole la espada a Jack para ayudarlo en su objetivo perseguido desde el segundo capítulo de la primera temporada: regresar al pasado justo en la escena en que el samurái es enviado al futuro para esta vez destruir a Aku. Tiempo después, cuando Ashi estaba por casarse con Jack, termina desvaneciéndose en camino al altar. Esto a raíz de la muerte de Aku, que hizo que el futuro que construyó desapareciera, y eso incluía a Ashi. Ella también aparece en el videojuego Samurai Jack: Battle Through Time.

- Sir Rothchild: es un perro parlante dedicado a la arqueología, de ahí a que él y otros dos perros se denominen como «Los Arqueólogos Caninos». Al igual que sus colegas arqueólogos, Rothchild se parece a sus antepasados cuadrúpedos (en su caso, los dachsunds) en tamaño, apariencia y ciertas características, como el movimiento de la cola. Siendo uno de los primeros aliados de Jack desde su llegada al mundo de Aku, aparece en cuatro episodios. En el primero, Jack conoce a su grupo mientras buscaba una bebida y les platica sobre su vida. En el segundo, Rothchild y los otros caninos le revelan a Jack que Aku está enviando sus fuerzas para aniquilarlos al amanecer, y el samurái idea un plan para detener el avance de la horda de drones, lo cual finalmente logra hacer, a lo que Rothchild y los caninos le agradecen. En el tercero, hace un cameo en el Episodio XLIII. Y en el cuarto, ya en la quinta temporada, aparece luciendo una barba y junto con los dachsunds y otros aliados de Jack, enfrentan a Aku.

- El Emperador: es el padre de Jack, quien fue el Emperador del área en la cual apareció Aku, tratando de destruir a este demonio con una flecha envenenada, pero de forma infortunada, la flecha hizo todo lo opuesto y terminó por liberarlo de su prisión inconscientemente. Con ello, Aku lo derrotó y fue a provocar alboroto y destrucción a su pueblo. Los dioses vieron en el Emperador una sensación de bien y lo llevaron a un santuario en el pico de una montaña en la región. Tomando su esencia de bien, forjaron una poderosa espada mágica que años más tarde llevaría su hijo Jack. Con la espada y una armadura mágica, El Emperador fue a enfrentar a Aku y lo venció. Sin embargo, no pudo acabarlo completamente y solo se limitó a sellarlo en una prisión bajo tierra, pero ahora con el miedo de que algún día dicho sello se termine rompiendo y el mismo vuelva a liberar a Aku. Cuando Aku despertó unos años más tarde buscando venganza, este atacó al pueblo nuevamente, pero entonces El Emperador trato de buscar nuevamente la espada para sellarlo nuevamente; sin embargo Aku anuente de la situación le mencionó al Emperador en tono irónico diciendo: «¡No esta vez!» y rápidamente lo captura antes de poder tomar la espada y lo esclaviza como también a todo su pueblo.

- La Emperatríz: es la esposa de El Emperador y madre de Samurai Jack. No se sabía mucho sobre ella, pero se llevó a Jack y la espada fuera de su ciudad natal cuando fue destruida por Aku después que escapó de su encarcelamiento. Entregó a Jack a unos de sus maestro para entrenarlo. Era la portadora de la espada mágica hasta el día que su hijo ya siendo un joven adulto llegó hasta el templo, donde esta se la entregó a su hijo una vez que concluyó con éxito su entrenamiento en el primer capítulo. Al igual que su marido e hijo, su nombre real nunca fue dado.

- La Suma Sacerdotisa: fue la líder matriarcal del grupo de las Hijas de Aku, apareciendo en la quinta temporada. Su misión era entrenar a siete jóvenes chicas para que luego ellas acabaran con Jack; sin embargo, fue traicionada y asesinada por Ashi, que era una de sus hijas. Al igual que otras miembros del culto de Aku, vestía una túnica negra, una máscara blanca y un tocado con cuernos parecidos a los de Aku, excepto que su tocado tenía seis cuernos en lugar de cuatro como el resto de las miembros.

### Terciarios
- Scaramouche el Despiadado: era un androide que solía ser el asesino número uno de Aku. Su especialidad era usar su voz mágica literal para luchar contra sus enemigos. Fue un antagonista recurrente de la quinta temporada, pero fue acabado por el mismo Aku a modo de traición.

- Demongo: fue un antagonista menor y uno de los secuaces de Aku en la serie. Es un demonio poderoso, siniestro y cruel que sirve a las órdenes de Aku. Se dice que es el más poderoso en su clasificación, y también es el secuaz favorito entre sus fieles.

- Da' Samurai: es un ciudadano que dice ser el «verdadero samurái». Lleva ropa exótica de color púrpura y amarillo y gafas de sol verdes de alta tecnología y tienen un limpiaparabrisas incorporado. Da' Samurai desafió a Jack a un duelo, creyendo que solo podía haber un samurái. Al final del episodio, ve el error de sus caminos y persigue a Jack para aprender de él. Aparece en la quinta temporada como un barman, atendiendo a otros seres que había combatido a Jack.

## Reparto
| Personaje               | Actor original (EE. UU.)    | Actor de doblaje (Hispanoamérica)                        | Actor de doblaje (España) |
| ----------------------- | --------------------------- | -------------------------------------------------------- | ------------------------- |
| Jack                    | Phil LaMarr                 | Juan Guzmán                                              | Santi Loren               |
| Ashi                    | Tara Strong                 | María Teresa Grazzina                                    | Laura Prats               |
| Aku                     | Makoto IwamatsuGreg Baldwin | Enrique Mujica                                           | David Sánchez Guinot      |
| Padre de Jack / anciano | Keone Young                 | Luis Miguel Pérez                                        |                           |
| Padre de Jack / anciano | Sab Shimonoo                | Héctor Isturde                                           |                           |
| Hombre Escocés          | John DiMaggio               | Luis Miguel Pérez                                        | ?                         |
| Demongo                 | Kevin Michael Richardson    | -                                                        | José Posada               |
| Hombre Mono             | Jeff Bennett                | Héctor Indriago                                          | Pedro Tena                |
| Letreros                | N/A                         | Luis Miguel Pérez (1.ª voz)Rubén Antonio Pérez (2.ª voz) | ¿?                        |

## Episodios
La serie cuenta con un total de 62 episodios divididos en cinco temporadas. Su creador ha expresado desde 2006 su deseo de realizar una película conclusiva, la cual fue cancelada a favor de una quinta temporada. Todos los DVD de Samurai Jack (las primeras 4 temporadas) fueron lanzados por Warner Home Video en Estados Unidos. Al igual que en los créditos de cada episodio los episodios están enumerados en romano.
| Temporada | Temporada | Episodios | Fechas de estreno     | Fechas de estreno        | Cadena          | Cadena |
| Temporada | Temporada | Episodios | Primero               | Último                   | Cadena          | Cadena |
| --------- | --------- | --------- | --------------------- | ------------------------ | --------------- | ------ |
|           | 1         | 13        | 10 de agosto de 2001  | 3 de diciembre de 2001   | Cartoon Network |        |
|           | 2         | 13        | 1 de marzo de 2002    | 11 de octubre de 2002    | Cartoon Network |        |
|           | 3         | 13        | 18 de octubre de 2002 | 26 de agosto de 2003     | Cartoon Network |        |
|           | 4         | 13        | 14 de junio de 2003   | 25 de septiembre de 2004 | Cartoon Network |        |
|           | 5         | 10        | 11 de marzo de 2017   | 20 de mayo de 2017       | Adult Swim      |        |

| Título del DVD                          | Fecha de lanzamiento (EU) | Contenido e información adicional |
| --------------------------------------- | ------------------------- | --- |
| Samurai Jack: The Premiere              | 22 de julio de 2003       | Contiene la película con la cual se estrena la serie, consistente en los 3 primeros episodios. Incluye audio en Dolby Digital 5.1 y un episodio nunca antes visto. La película también salió en VHS, pero esta contiene los primeros dos episodios de la serie, y el episodio once ("Jack y el Hombre Escocés") como extra.                                |
| Samurai Jack: Season One                | 4 de mayo de 2004         | Este set en DVD de dos discos contiene los trece episodios de la primera temporada (1-13). Como extras incluye el making-off de la serie, arte conceptual y pruebas de animación originales de la serie, y comentario en audio en el episodio siete "Jack y los tres arqueros ciegos".                                                                     |
| Samurai Jack: Season Two                | 24 de mayo de 2005        | Este set en DVD de dos discos contiene los trece episodios de la segunda temporada (14-26). Como extras incluye un vídeo con las memorias de Genndy Tartakovsky, "Genndy´s Scrapbook", un vídeo mostrando un episodio tras secuencia presentado por un guionista de la serie, y un comentario en audio en el episodio veinticinco "Jack y los espartanos". |
| Samurai Jack: Season Three              | 23 de mayo de 2006        | Este set en DVD de dos discos contiene los trece episodios de la tercera temporada (27-39). Como extras se incluye comentario en audio en las dos partes del episodios "El nacimiento del mal", una galería de arte conceptual y un extra titulado "Las artes marciales del samurái".                                                                      |
| Samurai Jack: Season Four               | 28 de agosto de 2007      | Este set en DVD de dos discos contiene los trece episodios de la cuarta temporada (40-52). Como extras se incluyen comentario en audio en un episodio, un vídeo mostrando una mesa redonda que incluye a Genndy Tartakovsky, un vídeo mostrando los proyectos a futuro de este, y vídeos promocionales de la serie.                                        |
| Samurai Jack: The Complete Fifth Season | 17 de octubre de 2017     | Este set en DVD contiene los diez episodios de la quinta y última temporada (53-62). Como extras se incluye el vídeo The Evolution of Jack. |

## Producción

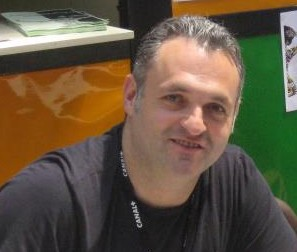
Genndy Tartakovsky en el Festival Internacional de Cine de Animación de Annecy 2012

El tema inicial de Samurai Jack fue producido por el miembro del grupo The Black Eyed Peas, will.i.am.
La creación de la serie se le atribuye a Genndy Tartakovsky. Su influencia y sentido dramático se manifiesta a lo largo de la serie. Dentro de las cosas que se muestran en ésta está el uso de escenas en pantalla dividida de los años 70. Se cree que la serie se influencia de la novela gráfica de Frank Miller Ronin, incluyendo la premisa de un maestro guerrero samurái enviado a un futuro distópico fuera del presente, que pelea contra un demonio que tiene la capacidad de cambiar de forma.
Otra fuente de inspiración es el manga El lobo solitario y su cachorro. La explicación se da debido a que en el episodio 19 ("Jack recuerda el pasado") aparece un cameo del Lobo Solitario derrotando a una serie de cazarrecompensas.

## Recepción de la serie
Cartoon Network ordenó la producción de 52 episodios, pero la serie salió del aire antes que fueran mostrados todos. Los capítulos restantes fueron emitidos en un especial y luego en re-emisiones de la serie. En el último episodio (Jack y el bebé) Jack aún estaba peleando contra Aku. La serie tuvo la suficiente popularidad para hacer apariciones en cómics y videojuegos. 

### Legado de la serie
El estilo distintivo de Samurai Jack fue el que llevó a George Lucas a contratar a Genndy Tartakovsky para realizar la serie animada Star Wars: Clone Wars. El estilo cinemático ya mostrado aparece entre las batallas rápidas, explosiones, escenas sin diálogo, entre otras.
En un episodio de Star Wars: Clone Wars aparece un pequeño cameo en el que el líder espiritual de una raza con la que Anakin Skywalker se hace amigo muestra el símbolo de la familia de Jack.
Este estilo también ha sido inspiración para series animadas y comerciales, como es el caso de los créditos de la película Los Increíbles, que a la vez fue inspiración para el aspecto visual de la serie Los Equis.
Jack hizo un cameo en el episodio de Tío Grandpa, Pizza Eve durante el segmento The Grampies en el que también aparecen otros personajes de series de Cartoon Network Studios.

## Premios obtenidos
Samurai Jack obtuvo un Premio Emmy en el año 2004 por Mejor Programa Animado por el episodio XXXVII "El nacimiento del mal" (ya había sido nominado en los años 2002 y 2005). Además los artistas Wes Bane, Derrik Steinhagen, Dan Krall, Scott Willis, y Bryan Andrews obtuvieron un Premio Emmy cada uno por Mejor Logro Individual en Animación gracias a su trabajo en la serie.

## Otros medios

### Videojuegos
Tres videojuegos de la serie animada fueron desarrollados y publicados por distintas compañías:
- Samurai Jack: The Amulet of Time, para Game Boy Advance, desarrollado por Virtucraft Limited, y publicado y distribuido por BAM! Entertainment el día 25 de marzo de 2003 en Estados Unidos.[13]
- Samurai Jack: The Shadow of Aku, para PlayStation 2 y Nintendo GameCube, desarrollado por Adrenium Games y Amaze Entertainment, y publicado y distribuido por Sega el día 23 de marzo de 2004 en Estados Unidos.[14][15]
- Samurai Jack: Battle Through Time, para PlayStation 4,Switch,Xbox One,PC y iOS, desarrollado por  Valhalla Game Studios, y publicado y distribuido por Adult Swim Games el día 21 de agosto del 2020.[16]

### Película
Hubo planes para Samurai Jack: The 3D Movie en 2002, pero el proyecto fue cancelado después del mediocre desempeño de The Powerpuff Girls Movie. En una entrevista, Tartakovsky confirmó que "Jack va a volver", y que "vamos a terminar la historia, y no será una película de animación." En 2007, la entonces recién formada compañía de producción Frederator Films anunciaron en la revista Variety que uno de sus primeros proyectos será una adaptación cinematográfica de Samurai Jack, escrita y dirigida por Genndy Tartakovsky. En septiembre de 2009, la película se dice que está en la fase de redacción de preproducción, coproducida por Cartoon Network Movies y J.J. Abrams Bad Robot Productions junto a Fred Seibert de Frederator Films y distribuida por Warner Bros..
En septiembre de 2012, Genndy Tartakovsky anunció en una entrevista con IGN que una película de Samurai Jack se encuentra en preproducción. Él dijo: "He intentado tan duro cada año, y lo único sorprendente de Jack es que lo hice en 2001, ya sabes, y todavía sobrevivió. Hay algo en él que está conectado con la gente y lo quiero, es el número 1 en mi lista, y ahora Bob Osher, el Presidente (de Digital Production en Sony Pictures Entertainment), es como "Hey, vamos a hablar de Jack. vamos a ver lo que podemos hacer." Y yo digo: '¿Vas a hacer una función de película de animación 2D?' y es como, 'Sí. Tal vez. Vamos a hacer una investigación y vamos a ver." Por lo tanto, no está muerto con seguridad por cualquier medio, y sigue siendo en la parte superior de mi lista, y estoy tratando tan duro como pueda." Va a ser la conclusión de la serie. La película, que tiene un presupuesto de $20 millones, combinará animación tradicional 2D con 3D estereoscópico. Tartakovsky dijo también tendría la pérdida de Mako Iwamatsu (actor de voz de Aku) que deben abordarse. En octubre de 2014, no ha habido nuevos cambios en la producción de la película, pero desde octubre de 2013, la continuación de Samurai Jack había sido repitió como "Samurai Jack Cómics
Sin embargo, tras el anuncio de la quinta temporada por Adult Swim, la película fue cancelada por Tartakovsky, ya que sentía que mediante una película no le podía dar el final deseado a la historia.